# Johan Edlund
Johan Edlund (nacido el 9 de marzo de 1971 en Estocolmo, Suecia) es un cantante, guitarrista y teclista sueco, líder de la banda Tiamat y su proyecto musical, Lucyfire. 
También ha hecho remixes para canciones de Rammstein y London After Midnight. Fue cantante invitado en el proyecto holandés de metal progresivo, Ayreon. En los inicios de su carrera, Edlund cantaba agudo pero luego cambió a barítono, también influenciado por el cambio de género de Tiamat en los 90's. Actualmente vive en Tesalónica, Grecia.

## Discografía

### ConTiamat
- Sumerian Cry - 1990
- The Astral Sleep - 1991
- Clouds - 1992
- The Sleeping Beauty (en vivo) - 1993
- Wildhoney  - 1994
- Gaia (EP) - 1995
- Cold Seed (EP) - 1997
- A Deeper Kind Of Slumber - 1997
- Skeleton Skeletron - 1999
- For Her Pleasure (EP) - 1999
- Judas Christ - 2002
- Prey -2003
- The Church Of Tiamat (DVD) - 2006
- Amanethes - 2008
- " The Scarred people" - 2012

### ConLucyfire
- This Dollar Saved My Life at Whitehorse - 2001

### Colaboraciones
- Unanimated – In the Forest of the Dreaming Dead (1993, No Fashion Records, voz)
- Rammstein – Stripped (sencillo, 1998, Motor Music, remix)
- Ayreon – Universal Migrator Part 1: The Dream Sequencer (2000, Transmission Records, vocz)
- Flowing Tears – Invanity - Live In Berlin (2007, Ascendance Records, voz)
- Rammstein – Made in Germany 1995-2011 (2011, Universal Music Group, remix)